# Krestowo
Krestowo (lit. Lankeliai) – wieś na Litwie, w okręgu wileńskim, w rejonie wileńskim, w gminie Rukojnie.
Współcześnie w skład miejscowości wchodzi także dawny zaścianek Łuczki.

## Historia
W dwudziestoleciu międzywojennym leżało w Polsce, w województwie wileńskim, w powiecie wileńsko-trockim, do 1 kwietnia 1927 w gminie Rukojnie, następnie w gminie Szumsk. W 1931 miejscowość liczyła 59 mieszkańców, zamieszkałych w 9 budynkach.
Po II wojnie światowej w granicach Związku Sowieckiego. Od 1991 na niepodległej Litwie.